# Piatto
Piatto je italská obec v provincii Biella v regionu Piemont. Nachází se asi 70 kilometrů severovýchodně od Turína a asi 4 kilometrů severozápadně od města Biella. K 31. prosinci 2004 zde žilo 527 obyvatel, v roce 2022  478 obyvatel. Rozloha obce je 3,6 km².
Obec sousedí s obcemi Bioglio, Callabiana, Camandona, Mosso, Quaregna, Ternengo, Valdengo, Vallanzengo, Valle San Nicolao a Veglio.